# Konrad Schnell
Konrad Schnell (* 8. April 1932)  ist ein ehemaliger deutscher Radrennfahrer und nationaler Meister im Radsport.

## Sportliche Laufbahn
Schnell war im Bahnradsport und im Straßenradsport aktiv. 1949 begann er in Nürnberg mit dem Radsport.
Auf der Straße holte Schnell mit Fritz Neuser, Kurt Liebermann, Hans Schwab, Günther Andrae und Heinz Winkelmann 1951 den Meistertitel im Mannschaftszeitfahren. Er fuhr für den RC Herpersdorf. 1950 gewann er die 1. Etappe der Wiesbadener Drei-Etappenfahrt und siegte im Eintagesrennen Quer durch das Bayrische Hochland.
Auf der Bahn startete er 1950 für die Nationalmannschaft im Länderkampf gegen Österreich.